# Bolitophila
Bolitophila là một chi côn trùng còn tồn tại trong họ Bolitophilidae, chi hóa thạch còn lại là Mangas. Chi Bolitophila bao gồm khoảng 40 loài phân bố ở miền Cổ bắc và khoảng 20 loài miền Tân bắc, và 3 loài ở miền Ấn Độ - Mã Lai.

## Các loài

### Phân chiBolitophila
Loài ở oloartic
- Bolitophila cinerea MEIGEN, 1818. British Columbia, Hoa Kỳ (New York Maine), Nam Carolina, châu Âu, Nhật Bản.

Loài ở paleartic
- Bolitophila austriaca MAYER, 1950. Châu Âu.
- Bolitophila basicornis MAYER, 1951. Châu Âu.
- Bolitophila caspersi PLASSMANN, 1987. Thụy Điển.
- Bolitophila collarti TOLLET, 1943. Bỉ.
- Bolitophila cooremani TOLLET, 1955. Bán đảo Balcan.
- Bolitophila japonica OKADA, 1934. Nhật Bản.
- Bolitophila lengersdorfi TOLLET, 1955. Bán đảo Balcan.
- Bolitophila leruthi TOLLET, 1955. România.
- Bolitophila miki MAYER, 1950. Áo, Thụy Điển.
- Bolitophila saundersi CURTIS, 1836. Châu Âu, châu Á, Bắc Phi.
- Bolitophila spinigera EDWARDS, 1925. Châu Âu.
- Bolitophila tenella WINNERTZ, 1863. Từ châu Âu tới Nhật Bản.

Loài ở neartic
- Bolitophila atlantica FISHER, 1934. New Hampshire.
- Bolitophila bucera SHAW, 1940. Oregon.
- Bolitophila dubiosa VAN DUZEE, 1928. British Columbia.
- Bolitophila patulosa GARRETT, 1925. California.
- Bolitophila raca GARRETT, 1925. British Columbia.
- Bolitophila simplex GARRETT, 1925. British Columbia.

Loài ở oriental
- Bolitophila antennata SEVCIK & PAPP, 2004. Đài Loan.

### Phân chiCliopisa
Loài ở oloartic
- Bolitophila dubia SIEBKE, 1863 (syn. B. disjuncta LOEW 1869). British Columbia, Hoa Kỳ, Ấn Độ, Châu Âu, Viễn Đông, Trung Đông.
- Bolitophila hybrida MEIGEN, 1804 (syn. B. fusca MEIGEN, 1818). Canada và Hoa Kỳ, Châu Âu.

Loài ở paleartic
- Bolitophila aperta LUNDSTROM, 1914. Bắc Âu.
- Bolitophila bimaculata ZETTERSTEDT, 1838. Châu Âu.
- Bolitophila bispinosa MAYER, 1951. Trung Âu.
- Bolitophila doerrsteini PLASSMANN, 1988. Đức.
- Bolitophila edwardsiana STACKELBERG, 1969. Châu Âu.
- Bolitophila fumida EDWARDS, 1941. Châu Âu.
- Bolitophila glabrata LOEW, 1869. Châu Âu.
- Bolitophila glabratella MAYER, 1951. Châu Âu.
- Bolitophila ingrica STACKELBERG, 1969. Châu Âu.
- Bolitophila latipes TOLLET, 1943. Châu Âu.
- Bolitophila limitis POLEVOI, 1996. Phần Lan.
- Bolitophila luteola PLOTNIKOVA, 1962. Nga.
- Bolitophila maculipennis WALKER, 1835 (syn. B. coronata MAYER, 1951). Châu Âu.
- Bolitophila mayeri PLASSMANN, 1987. (syn. B. tarsata MAYER, 1951. Châu Âu.
- Bolitophila melanoleuci POLEVOI, 1996. Nga.
- Bolitophila modesta LACKSCHEWITZ, 1937. Châu Âu.
- Bolitophila nigrolineata LANDROCK, 1912. Châu Âu.
- Bolitophila obscurior STACKELBERG, 1969. Châu Âu.
- Bolitophila occlusa EDWARDS, 1913. Từ châu Âu tới Nhật Bản.
- Bolitophila pseudohybrida LANDROCK, 1912 (syn. B. triangulata EDWARDS, 1941). Châu Âu.
- Bolitophila rectangulata LUNDSTROM, 1913. Từ châu Âu tới Nhật Bản.
- Bolitophila rossica LANDROCK, 1912. Từ châu Âu tới Nhật Bản.
- Bolitophila scherfi PLASSMANN, 1970. Châu Âu.
- Bolitophila speleicola TOLLETT, 1955. Châu Âu.
- Bolitophila subbimaculata ZAITZEV, 1994. Đông Xibia.

Loài ở neartic
- Bolitophila acuta GARRETT, 1925. New York.
- Bolitophila alberta GARRETT, 1937. Alberta.
- Bolitophila bilobata GARRETT, 1925. British Columbia.
- Bolitophila clavata GARRETT, 1925. British Columbia.
- Bolitophila connectans GARRETT, 1925. British Columbia.
- Bolitophila distus FISHER, 1937. New York.
- Bolitophila dupla GARRETT, 1925 (syn. B. duplus GARRETT, 1925). British Columbia.
- Bolitophila montana COQUILLETT, 1901. British Columbia, Đông Bắc Hoa Kỳ.
- Bolitophila recurva GARRETT, 1925. Alberta.
- Bolitophila subteresa GARRETT, 1925. British Columbia.

Loài ở oriental
- Bolitophila taihybrida SEVCIK & PAPP, 2004. Đài Loan.

## Hình ảnh

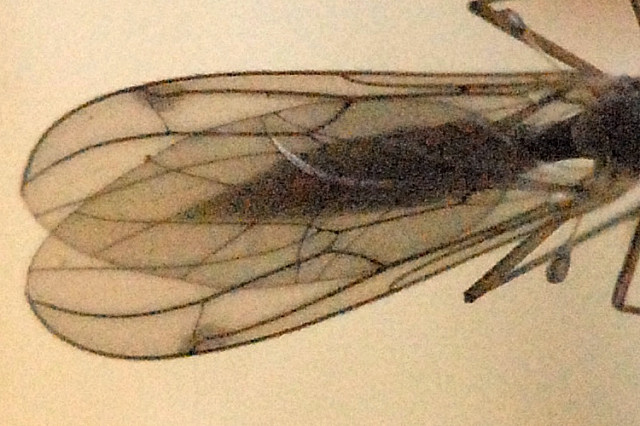
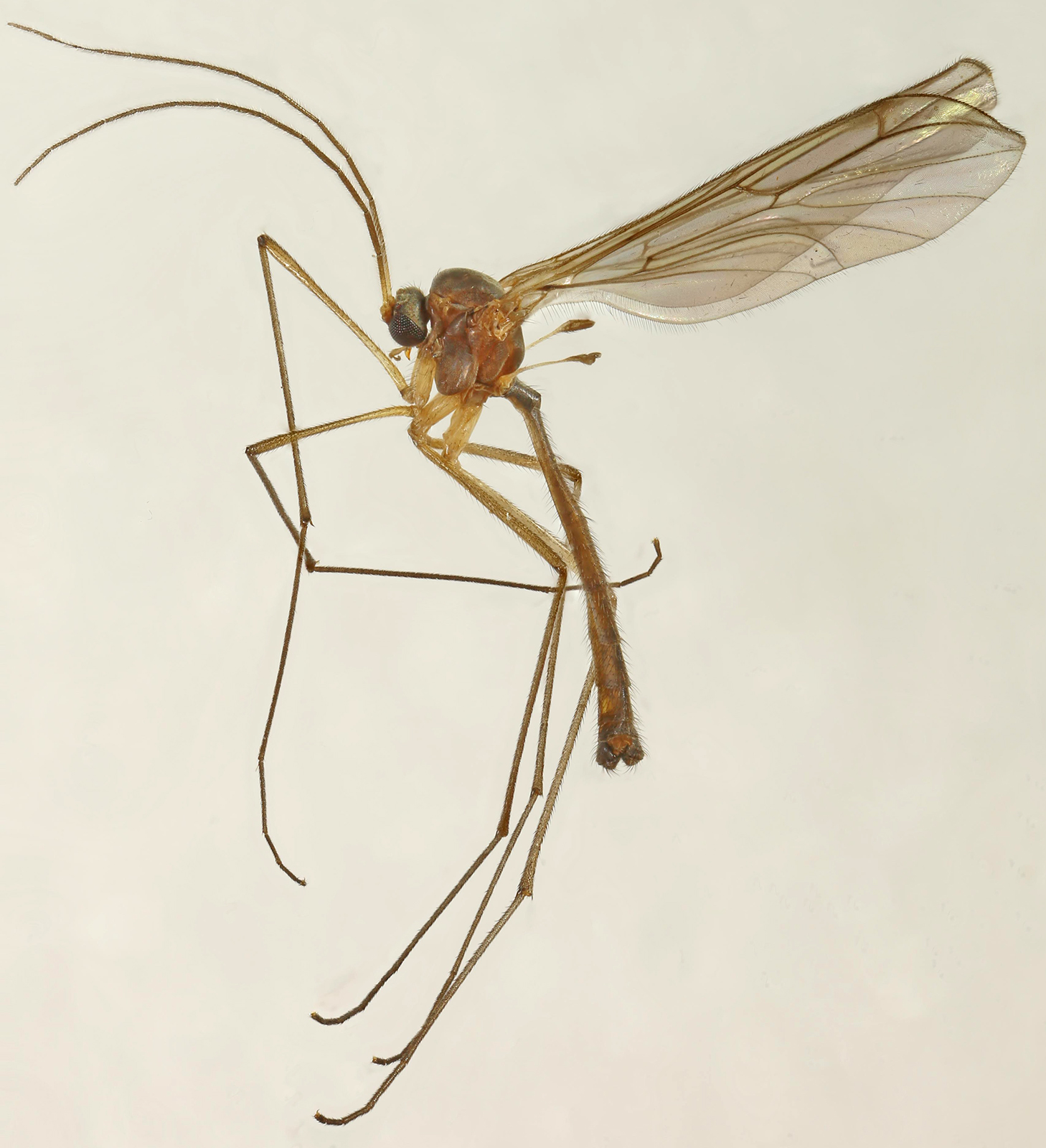